# Jüdische Friedhöfe (Rees)
In der niederrheinischen Stadt Rees (Nordrhein-Westfalen) gibt es zwei jüdische Friedhöfe: den Alten Friedhof in der Straße Am Weißen Turm, der von 1780 bis 1872 von der jüdischen Gemeinde als Begräbnisstätte verwendet wurde, und den Neuen Friedhof an der Weseler Straße, auf dem von 1872 bis zum Jahr 1979 Beerdigungen stattfanden.
Im Jahr 1346 ist die erste Nennung eines jüdischen Bürgers (Salomon, gen. Vynes) in Rees. Bereits 1700/1702 existierte eine erste jüdische Begräbnisstätte auf der Stadtmauer am Weißen Turm in Rees. Im Jahr 1979 starb mit Erich Plaat der letzte Bürger jüdischen Glaubens in Rees. Er wurde auf dem Neuen Friedhof beigesetzt.

## Alter Friedhof (Am Weißen Turm)

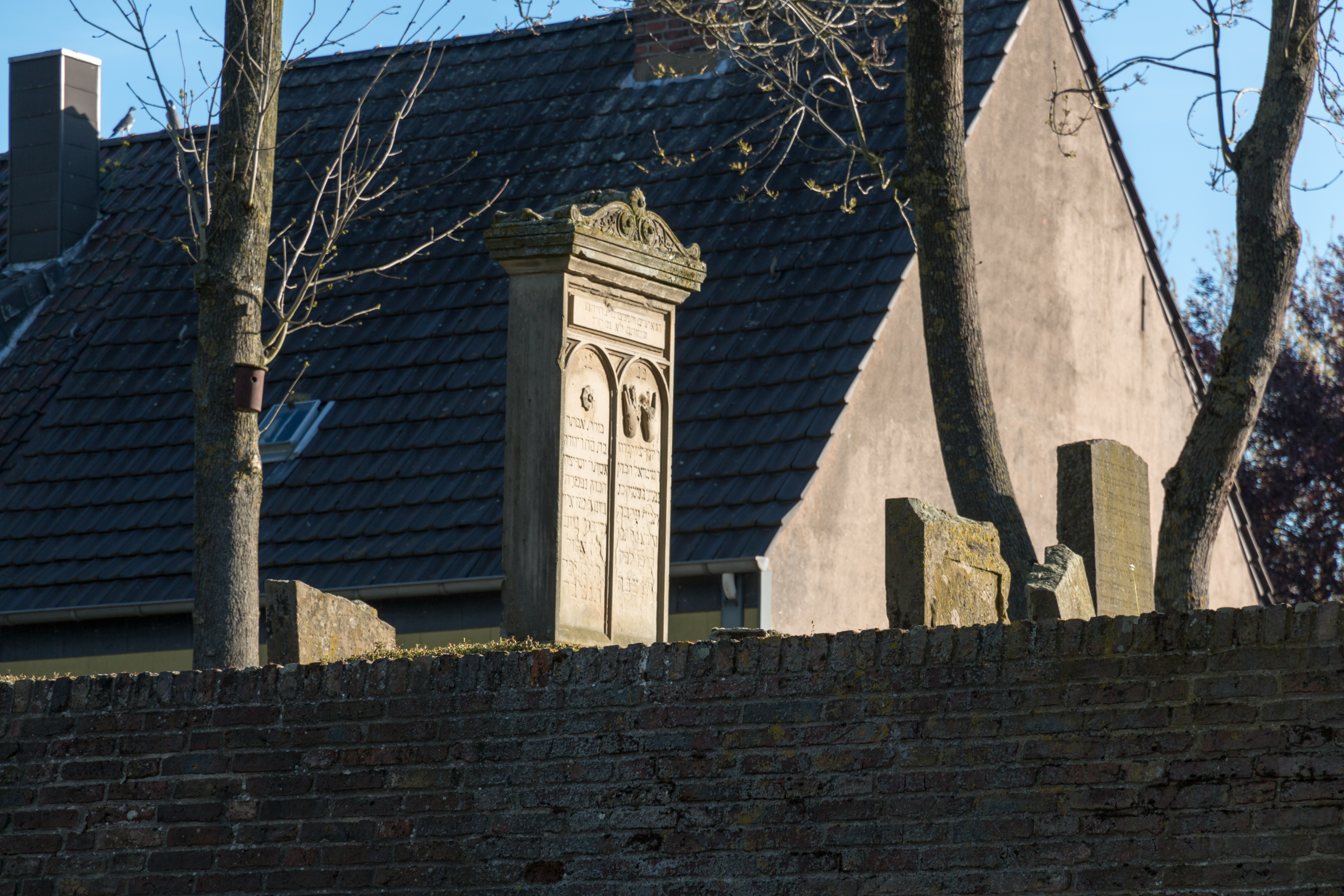
Alter jüdischer Friedhof Am Weißen Turm

Auf dem jüdischen Alten Friedhof, der sich auf der Stadtmauer, Am Weißen Turm, befindet und von 1780 bis 1872 genutzt wurde, stehen heute 24 Grabsteine (2019). Der Begräbnisplatz wurde auch von jüdischen Bürgern aus Haldern, Millingen und Isselburg genutzt. Der Friedhof ist geschlossen, ein Übergraben ist nach jüdischem Ritus nicht gestattet. Daher wurde, als die Begräbnisstätte belegt war, der Neue Friedhof an der Weseler Straße eröffnet.

### Grundstück
Bevor ein jüdischer Friedhof in Rees auf der Stadtmauer (= außerhalb der Stadt aus Angst vor Ansteckung und Epidemien; nicht vom Rhein-Hochwasser gefährdet) errichtet wurde, stand an dieser Stelle vermutlich im Mittelalter ein Kloster des Templerordens (Weiße Templerherren; aufgelöst 1312). In späteren Jahren war das Gebiet Teil der Stadtbefestigung, die von der französischen Besatzung noch 1758–1763 erneuert wurde. Im Jahr 1815 sind sechs jüdische Familien (Cohen, Herz, Mandel, Marcus, Spier und Wolff) in Rees ansässig. 1846 leben in der Stadt Rees bereits 126 jüdische Mitbürger.
„Um 1700 verkaufte die Stadt Rees der jüdischen Gemeinde ein Grundstück auf der ca. acht Meter breiten Stadtmauer zur Anlage eines hochwasserfreien Friedhofes. Dieser wurde 1786 erweitert. 1872 wurde dieser Friedhof wegen vollständiger Belegung geschlossen; Bestattungen erfolgten seither auf dem zweiten jüdischen Friedhof an der Weseler Straße. Die Lage dieses Friedhofes ist einmalig im Rheinland. Da jüdische Beerdigungen im damaligen Zeitraum auf Anweisung des Magistrats von Rees außerhalb der Stadt vorgeschrieben waren, hätten die Gräber im Umfeld der Stadt bei Rheinhochwassern weggespült werden können. Die Beisetzungen auf der hochwasserfreien Stadtmauer verletzten nicht die Anweisung der Stadt. Ein ständiger Begräbnisort für die jüdischen Mitbürger wurde angelegt. Der Friedhof ist durchgehend geschlossen. Besichtigungen können nur auf Nachfrage beim Kulturamt der Stadt Rees erfolgen.“

### Grabsteine

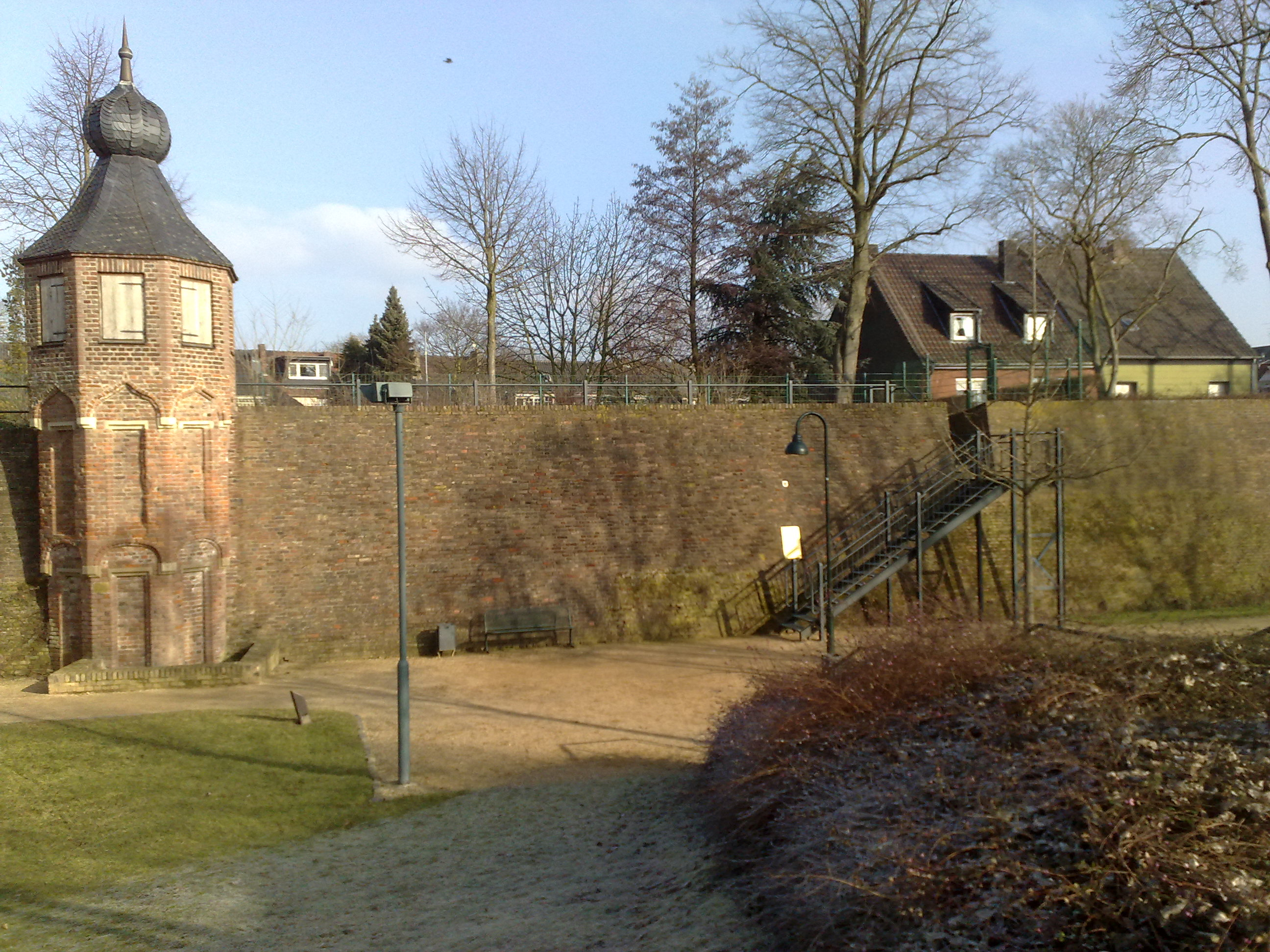
Aufgang zum jüdischen Friedhof auf der Stadtmauer

Unter dem größten Grabstein ruhen S. Mendel und S. Mendel, geb. Spier. Den Grabstein ziert ein Symbol des israelitischen Stammes Cohen (Kohanim), zwei segnende Priesterhände.

### Pflege
Im Jahr 1976 war der Friedhof noch „in einem beklagenswerten Zustand“, da dort Kinder spielten und die Stadt Rees, die die Begräbnisstätte heute pflegen lässt, sich (noch) nicht verantwortlich fühlte.

### Dokumentation
Auf Anregung des Reeser Stadtarchivars Hermann Terlinden, der sich bereits in den 1970er Jahren mit den jüdischen Begräbnisstätten in Rees beschäftigte, dokumentierte der Heimatforscher Dieter Roos den Inschriftenbestand der Grabsteine auf den beiden jüdischen Friedhöfen in Rees. Dieter Roos erstellte Belegungslisten sowie Lage- und Belegungspläne, fertigte Abschriften und fotografierte und vermass die Steine. Mit Unterstützung von Jacob Becker (Niederlande), der jüdischen Gemeinde in Aachen (R. Adler) sowie Ulrich Hein (Gerhard-Mercator-Universität / Gesamthochschule Duisburg) konnten die vorhandenen hebräischen Grabsteininschriften übersetzt werden. Die Veröffentlichung der Arbeit von Dieter Roos wurde von der Nordrhein-Westfalen Stiftung finanziell unterstützt. Fotos der Grabsteine wurden in den Jahren 1992 bis 1994 von Dieter Roos und Herbert Schüürman aufgenommen.
Von 1985 bis 1987 wurden durch Michael Brocke alle Grabsteine fotografiert. Der Reeser Dieter Roos erstellte 1990 bis 1996 eine Volldokumentation aller Grabstätten. Von 1991 bis 1993 wurde durch Dieter Peters eine Belegliste des Friedhofes erstellt.

## Neuer Friedhof (Weseler Straße)

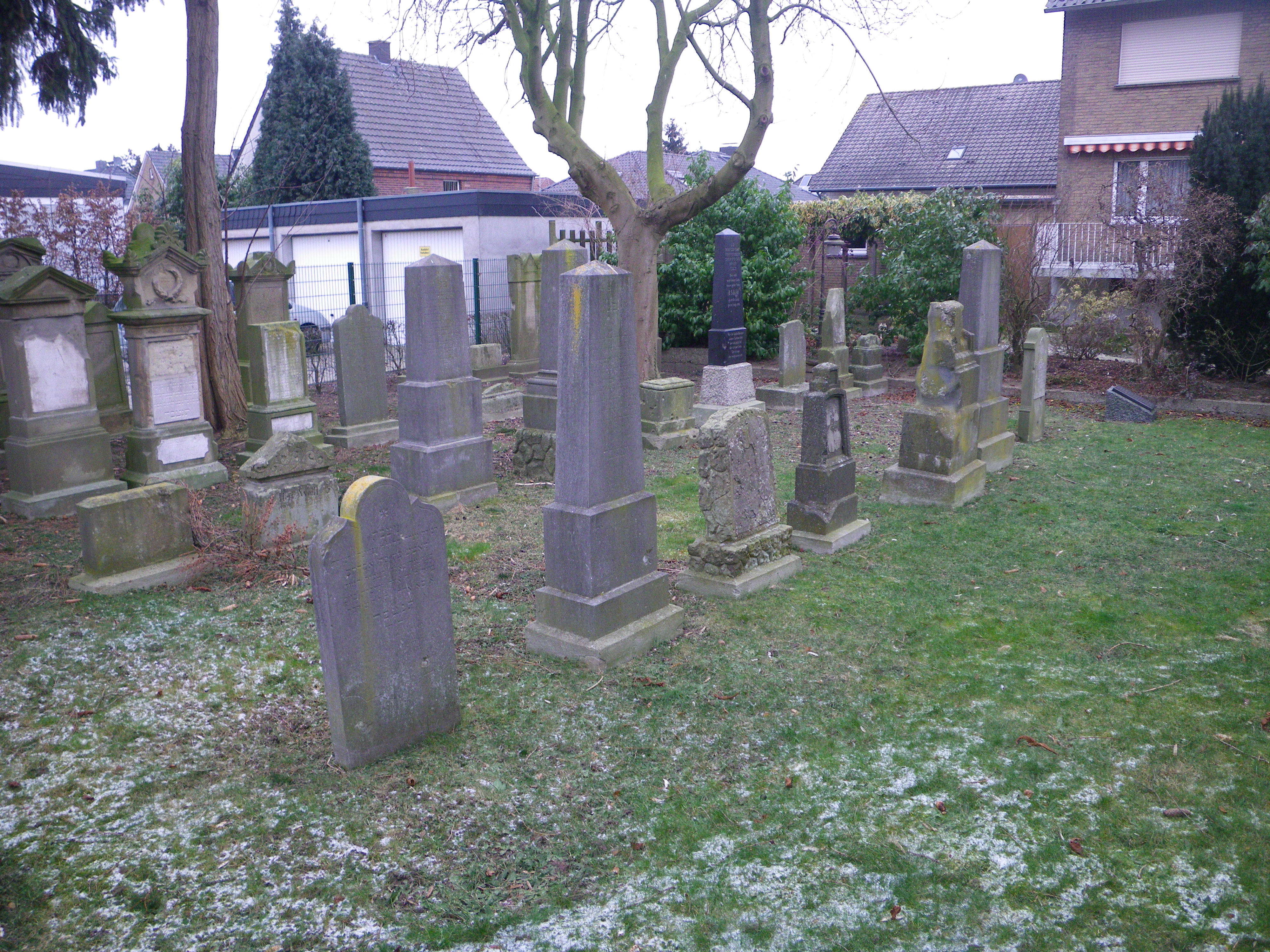
Jüdischer Friedhof an der Weseler Straße

Der jüdische Neue Friedhof an der Weseler Straße in Rees wurde von jüdischen Bürgern von 1872 bis 1979 als Begräbnisstätte genutzt und hat heute (2019) 69 Grabsteine. Das Gebiet des Neuen Friedhofs war anfangs größer und verlief zwischen der Weseler Straße und der Feldstraße.
Während des Novemberpogroms 1938 ist der Friedhof stark in Mitleidenschaft gezogen worden. Die jüdische Gemeinde wurde von der Stadt Rees aufgefordert, die Grabsteine aufzustellen und wieder Ordnung zu schaffen. 1941 wurde der letzte Vorsteher der Gemeinde gezwungen, den unbelegten nördlichen Teil des Friedhofs, 570 m², an die Stadt Rees abzutreten. Die Stadt Rees hat das in der NS-Zeit unrechtmäßig erworbene Gebiet nach dem Krieg nicht wieder zurückgegeben.
Die symmetrische Anlage auf rechteckigem Grundriss kann über ein Tor von der Weseler Straße aus mit einem breit angelegten Mittelgang betreten werden. In acht Reihen stehende Stelen sind zum Mittelgang hin orientiert. Die Gräber sind überwiegend gut erhalten, zum Teil mit steinerner Einfassung. Die ältesten Grabsteine stehen im linken Teil des Friedhofs, die jüngeren rechts.
Der letzte jüdische Bürger, Erich Plaat, wurde am 28. Februar 1979 auf dem jüdischen Friedhof an der Weseler Straße beerdigt.

### Grabmale und Beisetzungen
Die älteren der 69 Grabsteine sind in hebräischer Schrift geschrieben, neuere wurden aber auch auf Deutsch verfasst.

#### Inschriften
Eine Inschrift lautet: „Betrübt hast Du den Gatten, die Kinder und Verwandten nur einmal, als Du zu früh die Welt verließest.“

#### Beisetzungen
- 30. Oktober 1872: Erste Bestattung auf dem Neuen Friedhof.
- 1. August 1970: Moritz Plaat, Offizier im Ersten Weltkrieg, zuletzt wohnhaft im Ortsteil Haldern
- 28. Februar 1979: Erich Plaat, Bruder von Erich Plaat, aus Haldern.

### Pflege
Die Pflege des Neuen Friedhofs wird heute von der Stadt Rees in Auftrag gegeben.

### Dokumentation
Wie auch beim Alten Friedhof wurden von 1985 bis 1987 durch Michael Brocke alle Grabsteine fotografiert. Der Reeser Dieter Roos erstellte 1990 bis 1996 eine Volldokumentation aller Grabstätten. Von 1991 bis 1993 wurde durch Dieter Peters eine Belegliste des Friedhofes erstellt.

## Gegenwart
Wegen der Judenverfolgung während der nationalsozialistischen Gewaltherrschaft und deren Folgen existiert heute (2019) keine jüdische Gemeinde in Rees. Rees gehört zum Gebiet der Jüdischen Gemeinde Duisburg-Mülheim/Ruhr-Oberhausen. Die nächstgelegenen Synagogen befinden sich in Duisburg und Oberhausen.